# Blue pike
O Blue Pike é um peixe perciforme que habitou águas norte-americanas (Canadá e EUA) e se encontra atualmente extinto devido à pesca excessiva, embora seja frequentemente "encontrado" por pescadores, que têm o nome do animal como uma lenda. Devido à relativa frequência com que são relatadas a captura desse peixe, é conhecido como "Elvis das águas", em comparação com o cantor de Rock'n Roll estado-unidense Elvis Presley, que, apesar de também ter morrido, é visto ora ou outra por fãs. Os cientistas, no entanto, afirmam que os exemplares de Blue Pike supostamente reaparecidos são na verdade exemplares de Blue Walleye, um parente próximo.